# シティ (アルバム)
『シティ』（The City ）はヴァンゲリスが1990年に発表したアルバム。

## 収録曲
1. 夜明け - Dawn (4:16)
2. モーニング・ペイパーズ - Morning Papers (3:55)
3. ナーヴ・センター - Nerve Centre (5:30)
4. サイド・ストリーツ - Side Streets (4:12)
5. グッド・トゥ・シー・ユー - Good To See You (6:51)
6. トワイライト - Twilight (4:57)
7. レッド・ライツ - Red Lights (3:55)
8. プロセッション - Procession (9:33)

## 概要
オリジナルアルバム。原題は「THE CITY」だが、日本国内盤のオビ及びライナーノーツの題名の表記には「ザ・」は無く「シティ」のみである。
アリスタでリリースした『ダイレクト』から2年後にリリースされた。日本でのレーベルは「east west record」、発売元はWEAミュージック株式会社、販売元はワーナー・パイオニア株式会社。

## 日本語の音声
6曲目「トワイライト」の冒頭及び7曲目「レッド・ライツ」に、女性による日本語の声が収録されている。アルバム・ジャケットのクレジット表記によれば、担当したのは「MIKAMO YUKO」と「KIMURA REIKO」。